# Кхартапху
Кхартапху (Khartaphu) (7213 м) — один из малоизвестных пиков хребта Махалангур-Химал, в центральной части Гималаев, высокий пик в 10 км к северо-востоку от Эвереста (8848 м). Расположен в Тибете на севере долины Каншунг, ограниченной с юга величественными вершинами — Эверест, Лхоцзе, Чомолонзо, Макалу. Кхартапху является 102 по высоте вершиной мира, но совершенно теряется на фоне близко расположенного гиганта Эвереста. Первовосхождение совершено с ледника Восточный Ронгбук — по пути первой экспедиции на Эверест (Мэллори).